# 레반 음체들리제
레반 음체들리제(조지아어: ლევან მჭედლიძე, 1990년 3월 24일 ~ )는 과거 공격수로 활약했던 조지아의 전 축구 선수이다.

## 클럽 경력
맨처음에는 2006년 4월 엠폴리의 스카우트 잔니 카르네발리에 눈에 띄었고, 벨기에에서 열린 유소년 대회에서 조지아 U-19 축구 국가대표팀 소속으로 인상적인 활약을 펼친 후에 바이에른 뮌헨의 관심에도 불구하고 그는 2006년 9월에 토스카나의 팀에 입단했다. 그는 그의 비유럽연합 시민권 상태 문제로 인한 관료적인 문제로 인하여 공식적으로는 1년 뒤인, 2007년 7월에 계약을 하였다.
엠폴리의 세리에 B 강등 이후에, 음체들리제의 미래를 두고 논의가 있었다. 2008년 8월 30일, 세리에 A의 팀 팔레르모는 그들의 웹사이트를 통하여, 시즌 종료후에 음체들리제를 영입 할 수 있는 권리를 갖는 조건이 포함된 1년 장기 임대를 발표하였다. 후에 팔레르모의 회장 마우리치오 참파리니는 조지아의 젊은 선수를 계약하는데 620만 유로를 지불했다고 밝혔고, 2008–09 시즌 종료후에 이적권리가 포함된 1년 임대를 위해 그 금액을 지불하였다.
음체들리제는 2008년 9월 24일 나폴리를 상대로 15분을 뛰며 세리에 A 데뷔전을 치렀고, 몇주만에 유벤투스 원정경기에서 1-2 결승골을 터트리며 그의 프로 통산 첫 골을 넣었다.
그의 재발하는 부상은 그의 첫 시즌에서 정기적인 출전을 방해했음에도, 팔레르모는 2009년 6월에 그의 1년 임대를 연장하였다. 2009년 12월, 형편없는 시즌 시작한 음체들리제는 그의 1군팀 출전 기회 부족을 예로 들며, 조지아 휴가에서 시칠리아로 돌아오지 않았다. 선수는 1군팀에서 완전히 제외되었고, 팔레르모의 단장 왈테르 세바티니는 클럽이 그와 계약을 하지 않을 것을 밝혔다. 2010년 3월, 선수는 시칠리아로 돌아가지 않았고, 그를 임대한 팔레르모는 계약 위반으로 그와의 계약을 취소하였다.